# Аббатство Сен-Мари-де-Вальмань
Аббатство Сен-Мари-де-Вальмань (Монастырь Святой Марии в Вальмани; фр. Abbaye Sainte-Marie de Valmagne) также известное просто как аббатство Вальмань — хорошо сохранившийся комплекс средневековых построек католического мужского монастыря (аббатства), принадлежавшего монашескому ордену цистерцианцев и упразднённого в годы Великой французской революции. Аббатство расположено в департаменте Эро французского региона Окситания вблизи населённого пункта Вильверак (fr:Villeveyrac).
На сегодняшний день готический собор аббатства, его сад с фонтаном-ротондой и средневековой колоннадой клуатра доступны для туристического осмотра. Здесь также проводятся съёмки телесериалов и концерты классической музыки. Однако в первую очередь аббатство является центром крупного винодельческого хозяйства (около 70 гектаров виноградников), которое почти два столетия (с 1838 года) находится в частной собственности дворянской семьи Тюренн.

## История

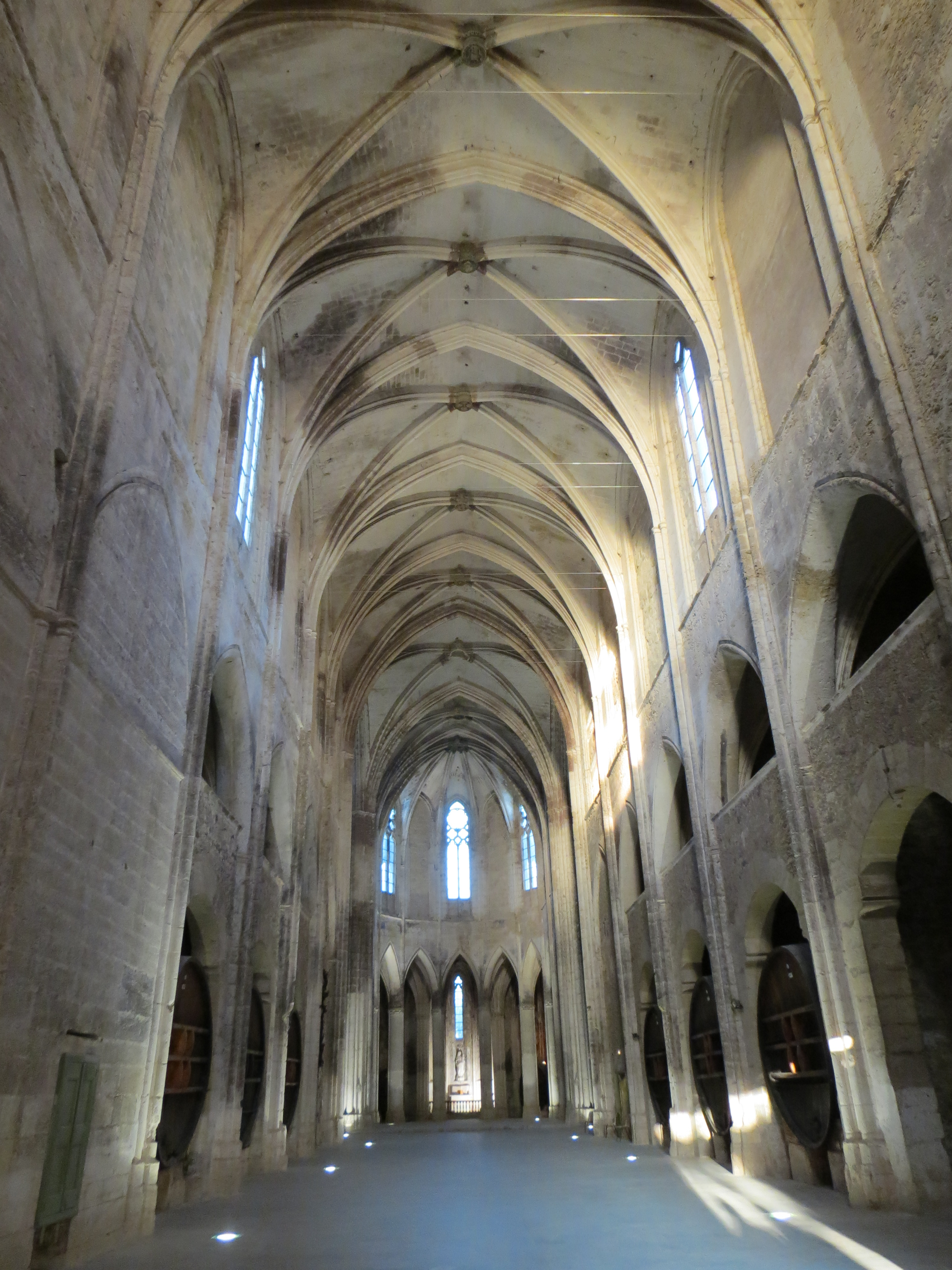
Интерьер монастырского готического собора (центральный неф)

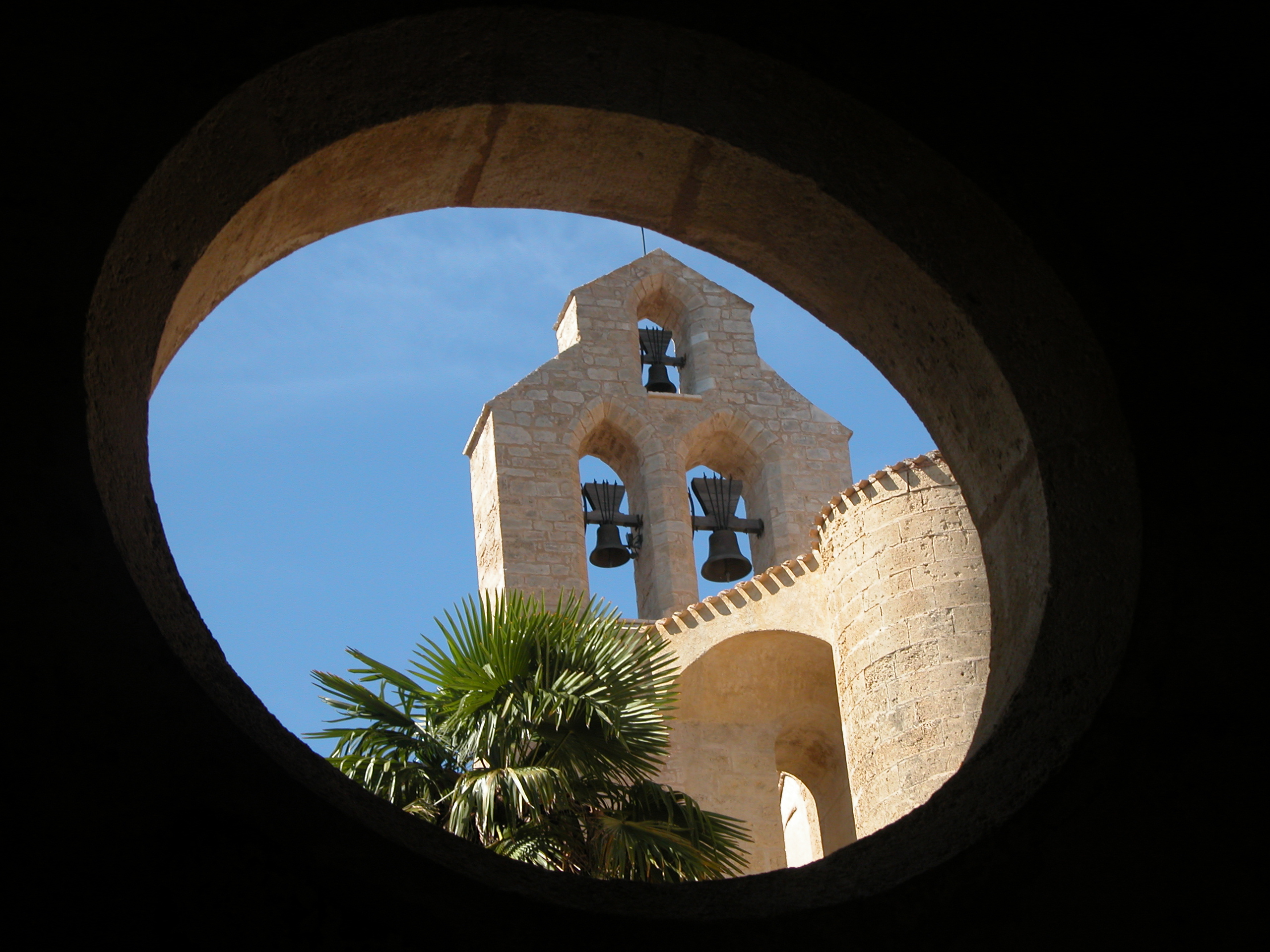
Монастырская звонница

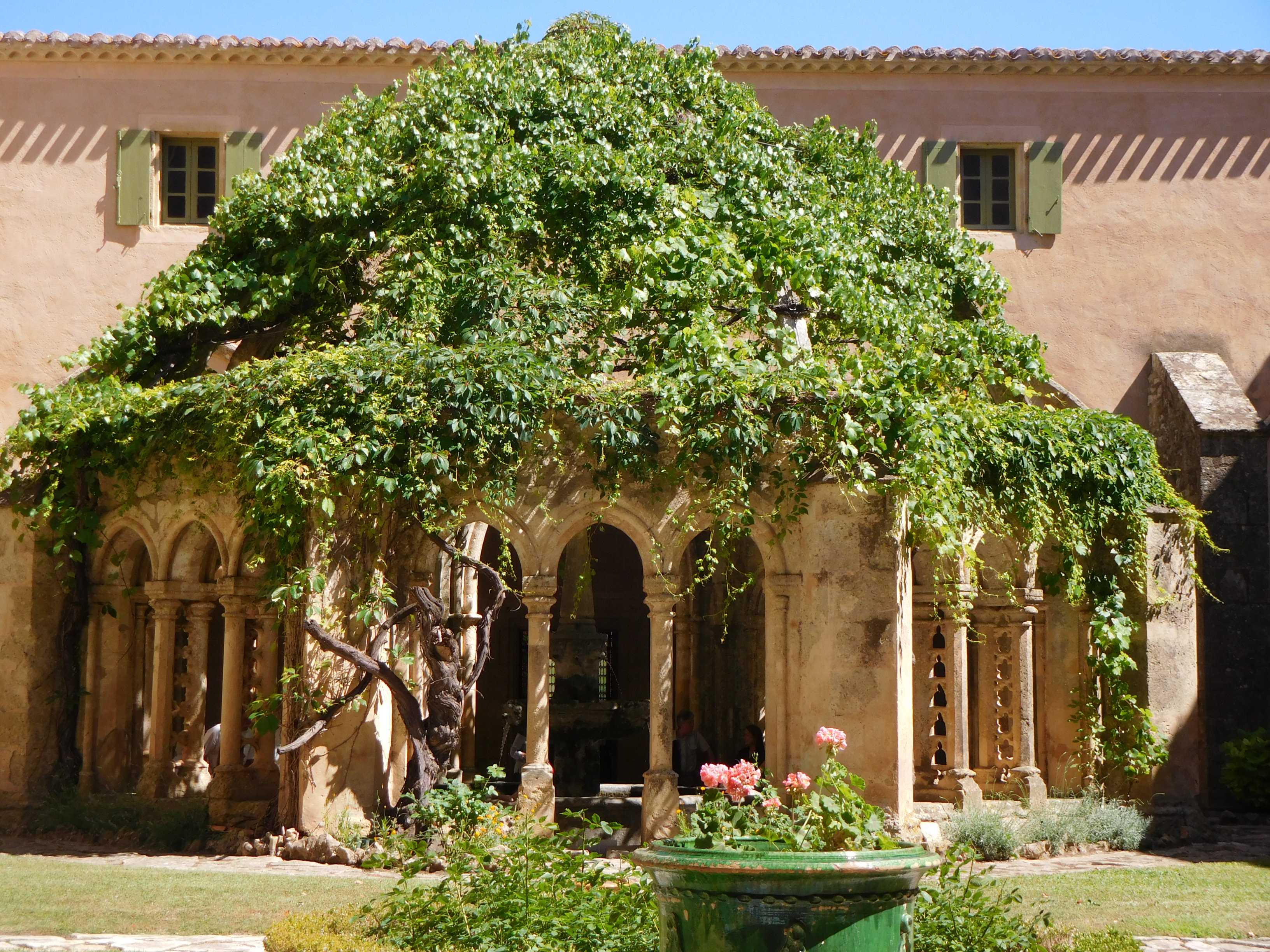
Фонтан-ротонда в саду аббатства

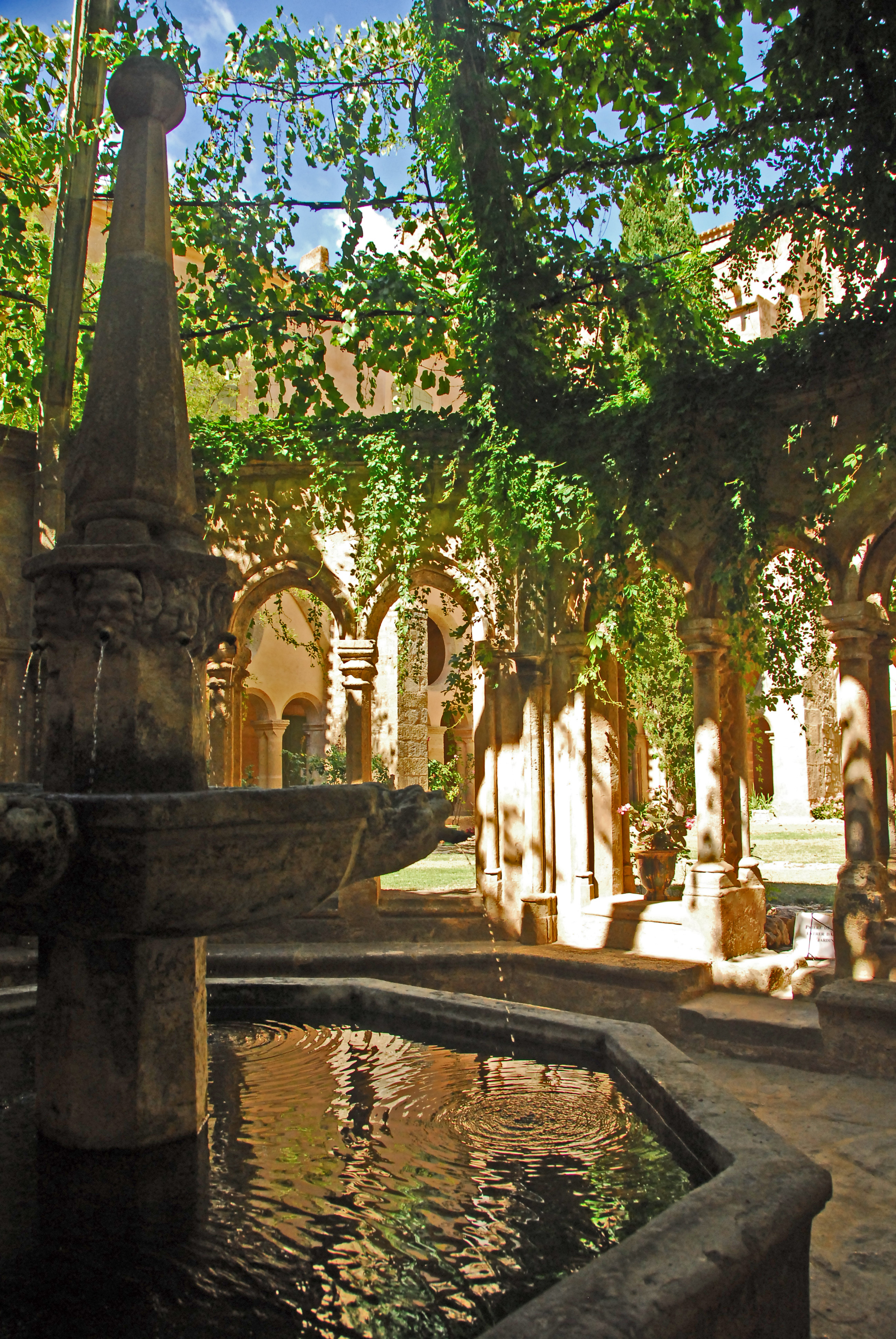
Интерьер ротонды

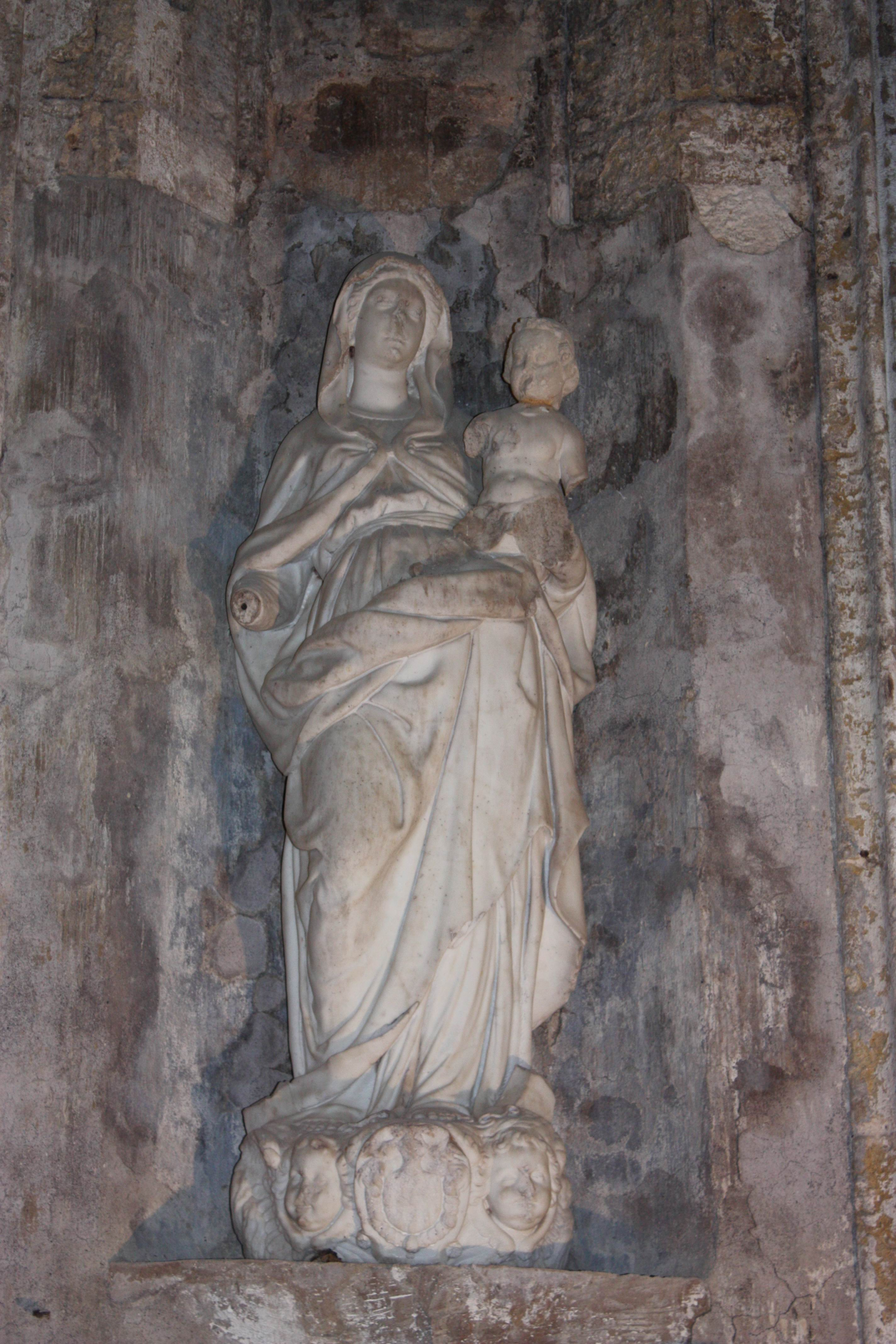
Статуя Девы Марии в алтаре готического собора

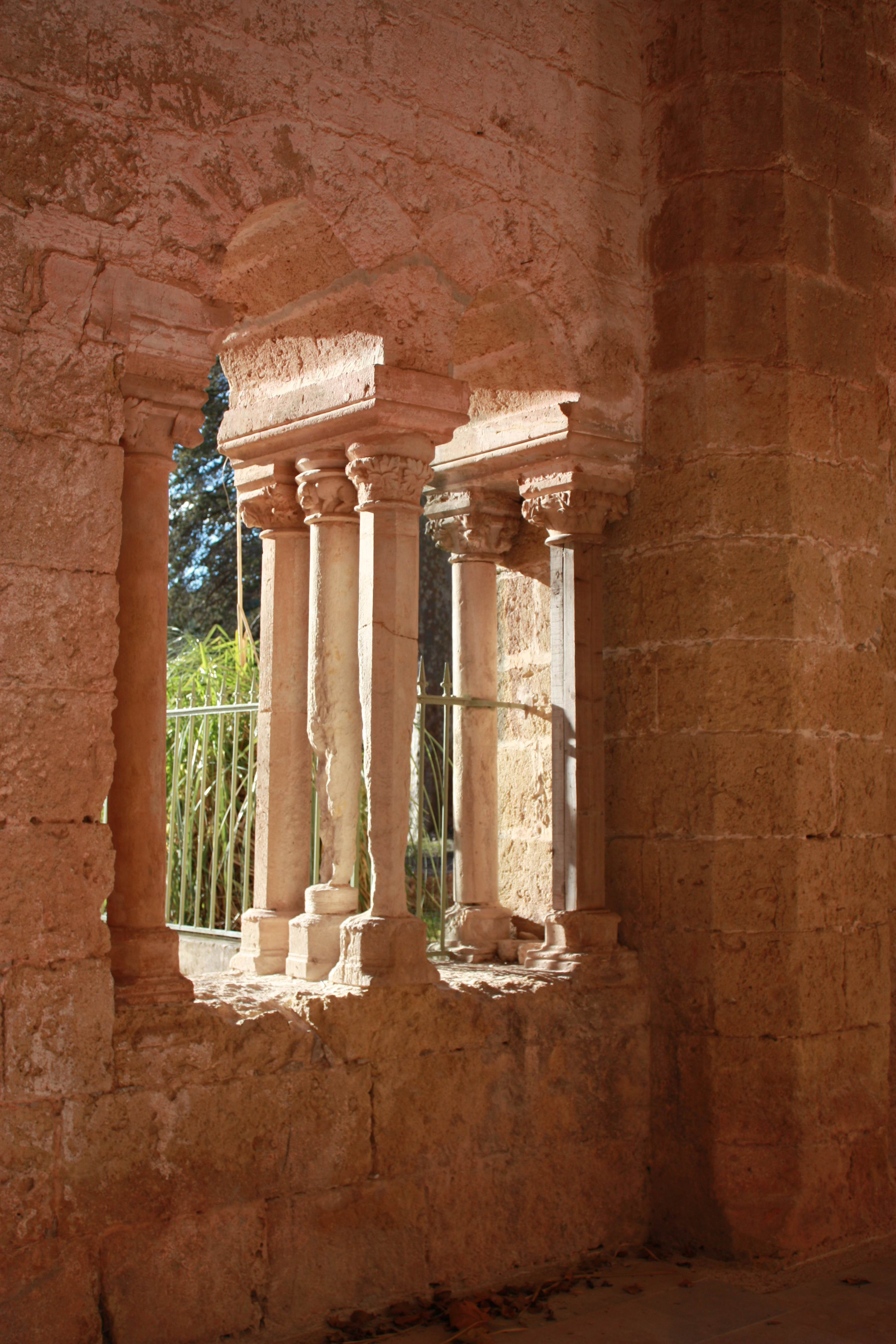
Окно аббатства

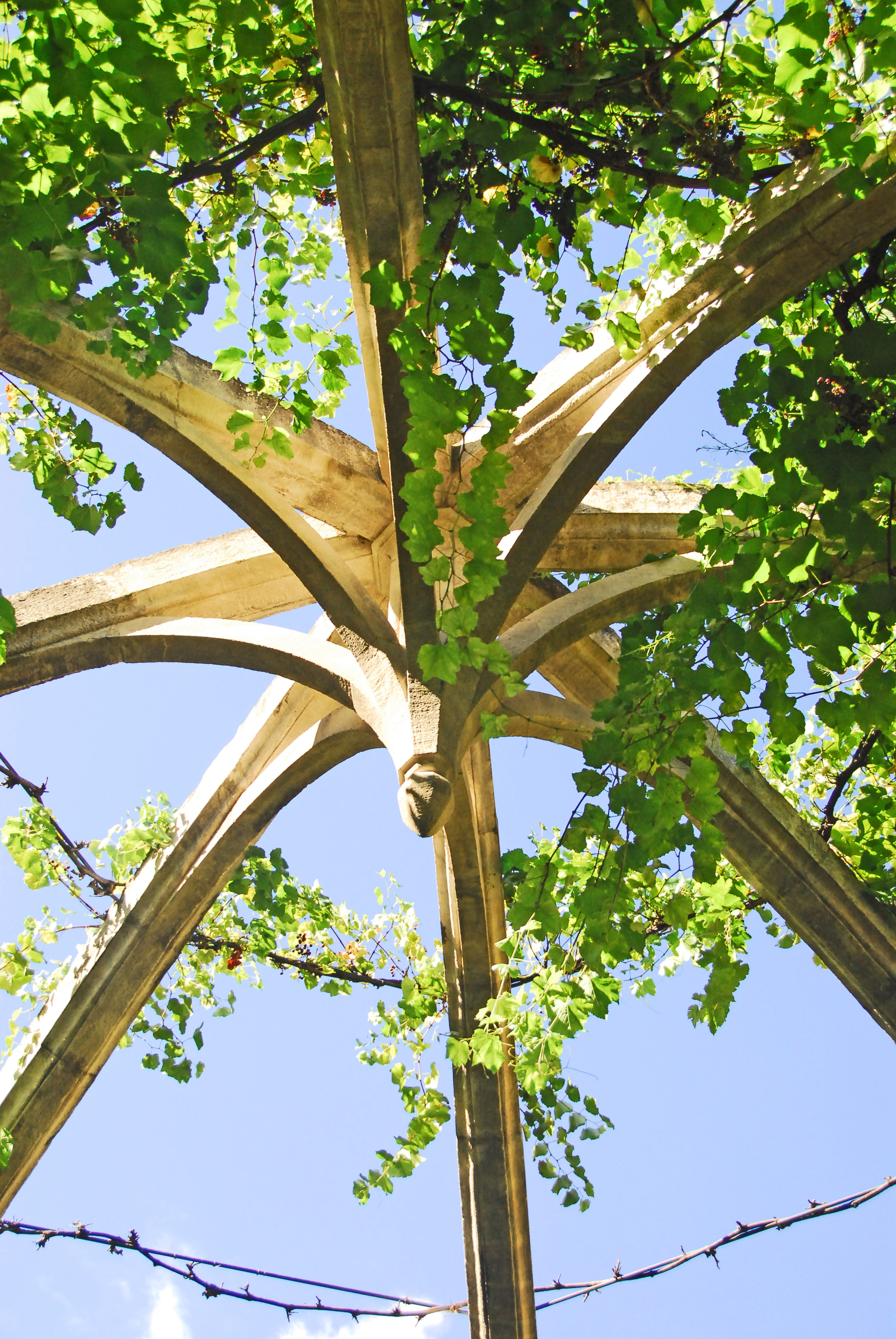
Перекрытие ротонды

Аббатство Вальмань было основано в 1138 году Раймоном I Транкавелем, виконтом Безье, как монастырь ордена бенедиктинцев. В следующем году на основание монастыря было задним числом получено разрешение от епископа. К 1145 году аббатство по своей инициативе перешло из бенедиктинского ордена в цистерцианский. Виконт Транкавель пытался возражать, но папа римский Адриан IV в 1159 году своей буллой подтвердил принадлежность аббатства Вальмань ордену цистерцианцев.
Пик развития монастыря пришёлся на эпоху с середины XII до середины XIV века. В этот период аббатство получало большие пожертвования и обзавелось значительными земельными владениями, виноградниками, мельницами, «рыбными ловами» (местами с исключительным правом на вылов рыбы, закреплённым за братией монастыря) и участками земли с постройками в городах Безье и Монпелье. Отношения с местной знатью были превосходными, число монахов достигало 300. В середине XIII века произошла капитальная перестройка романских построек монастыря в готические, значительно бо́льшие по размеру, чем прежние. Именно в таком виде комплекс построек и сохранился до наших дней.
Однако уже в годы Столетней войны наметились первые признаки упадка: в условиях анархии различные воинские отряды грабили монастырские земли. В 1348 году эпидемия чумы опустошила регион: многие монахи умерли, а другие бежали. Часть монастырских владений пришлось продать для уплаты долгов. С 1477 года аббатством управляли аббаты-коммендадоры — вместо аббатов, избираемых монахами из своей сред, теперь это были влиятельные сеньоры, которые не столько интересовались развитием монастыря, сколько стремились присвоить его доходы. В 1575 году, во время Французских религиозных войн аббатство было захвачено и разграблено гугенотами, причём была убита часть монахов, тогда как другие разбежались; наряду со многими другими разрушениями, были намеренно разбиты все витражи в соборе, которые традиционно вызывали особую ненависть гугенотов.
Около сорока лет аббатство Вальмань оставалось заброшенным, а руины служили логовом для разбойников. Только в начале следующего, XVII века монахи вернулись в Вальмань. В 1625 году началась полномасштабная реставрация, которая растянулась почти на столетие. Особенно значительный вклад в восстановление монастыря внёс в 1680-е и 1690-е годы кардинал Пьер де Бонзи, архиепископ Тулузы, желавший сделать его своей резиденцией. В этот период был восстановлен клуатр, построена парадная лестница, посажен французский сад.
Однако после кончины кардинала Бонзи средства на реставрацию, которая всё ещё не была закончена, больше не выделялись в нужном объёме. В течение XVIII века аббатство стало бедным и захудалым. В годы Французской революции оно было разграблено восставшими крестьянами, которые вынесли из монастыря всё ценное, а оставшиеся предметы, которые сочли для себя бесполезными, — мебель, картины, а также монастырский архив — сожгли. Трое последних оставшихся монахов бежали через испанскую границу в Барселону, увезя с собой немногие оставшиеся реликвии (1790).
С этого времени монашеская жизнь в аббатстве не возрождалась. Оно было объявлено государственной собственностью, а уже вскоре продано с молотка.
Однако монастырю повезло, поскольку его постройки после продажи не были разобраны на камень для строительства новых зданий, как это случилось во многих других местах. Вместо этого нового владельца, некоего месье Гранье-Жуайеза, в первую очередь интересовали виноградники аббатства. Оценив потенциал производства вина, он перестроил готический собор в винный погреб, для чего, убрав все украшения из многочисленных боковых приделов (капелл), установил в них огромные дубовые бочки, закупленные в России. Эти бочки до сих пор остаются в соборе, хотя в наше время уже не используются по прямому назначению. Лишённый своего церковного декора, в архитектурно-планировочном отношении собор хорошо сохранился до нашего времени.
В 1838 году аббатство купил бригадный генерал граф Анри Тюренн Д’Энак, представитель старинной лангедокской дворянской династии, бывший адъютант и камергер (придворный) Наполеона, сопровождавший его во многих походах, в том числе в 1812 году в Россию. С тех пор бывший монастырь находится в собственности семьи и никогда не выставлялся на продажу. Часть его построек, вероятно, используются, как жилая резиденция, другие — как винодельня. 70 гектаров, окружающих аббатство виноградников, 30 из которых имеют статус «защищённого географического происхождения», обеспечивают благосостояние винодельни.

## Современность и достопримечательности
С 1975 года основные постройки аббатства открыты для посещения туристами. К числу достопримечательностей относятся:
- Готический собор монастыря, перестроенный в середине XIII века из более ранней романской церкви.
- Внутренний двор-клуатр с колоннадами и фонтаном-ротондой посередине. Эта часть построек начала возводиться в XII веке и была отремонтирована в XVII кардиналом Бонзи
- Дом капитула XII века, некоторые из мраморных колонн которого, вероятно, античные, и происходят с древнеримской виллы, которая располагалась где-то поблизости.
- Трапезная с витражами и камином.
- Ещё один сад с часовней Сен-Блез (Святого Блеза то есть Святого Власия), расположенный снаружи монастыря. В часовне в наши дни размещается выставка старинных земледельческих инструментов.
- Оранжерея, где представлена коллекция различных сортов винограда.

## Галерея

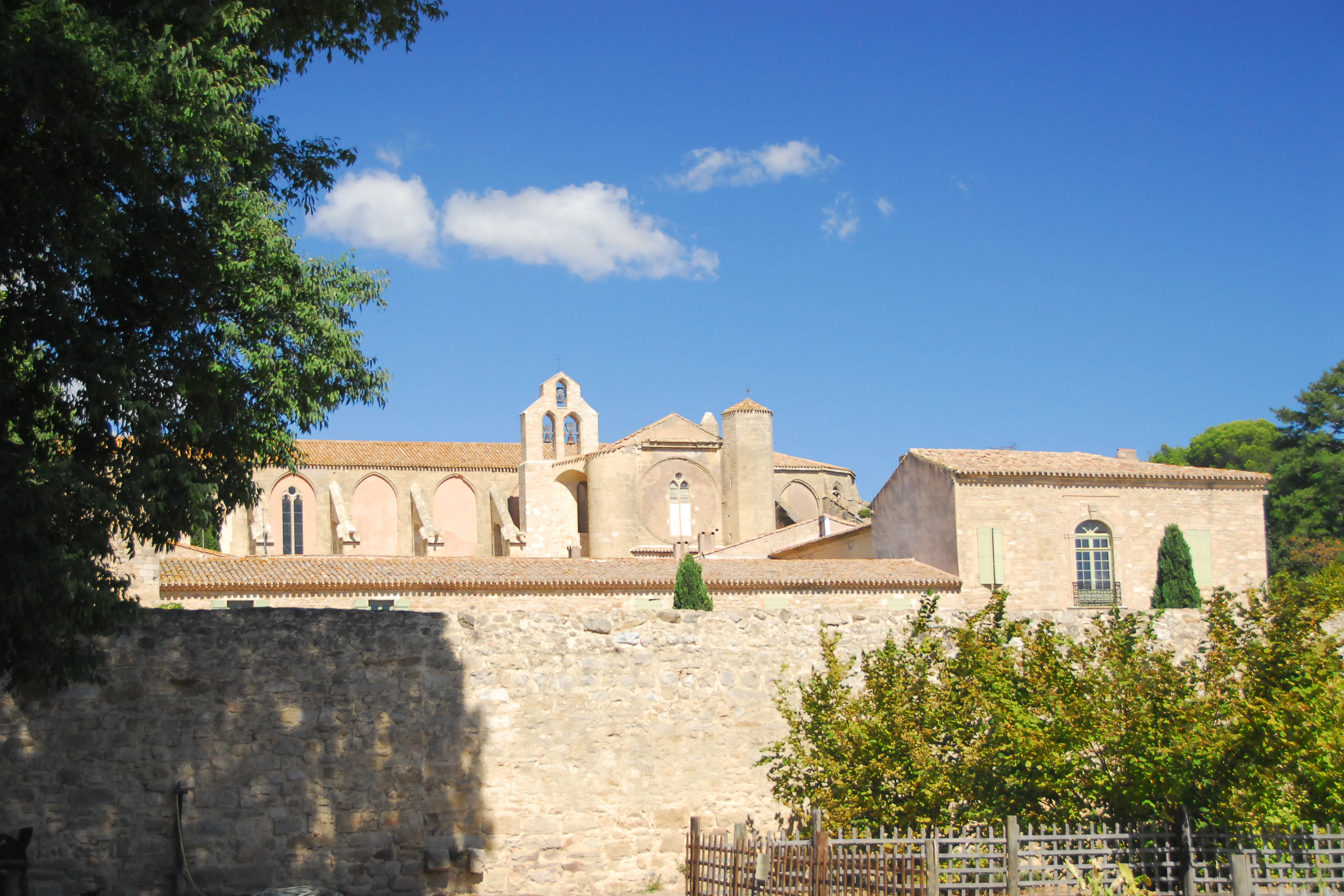
Вид снаружи
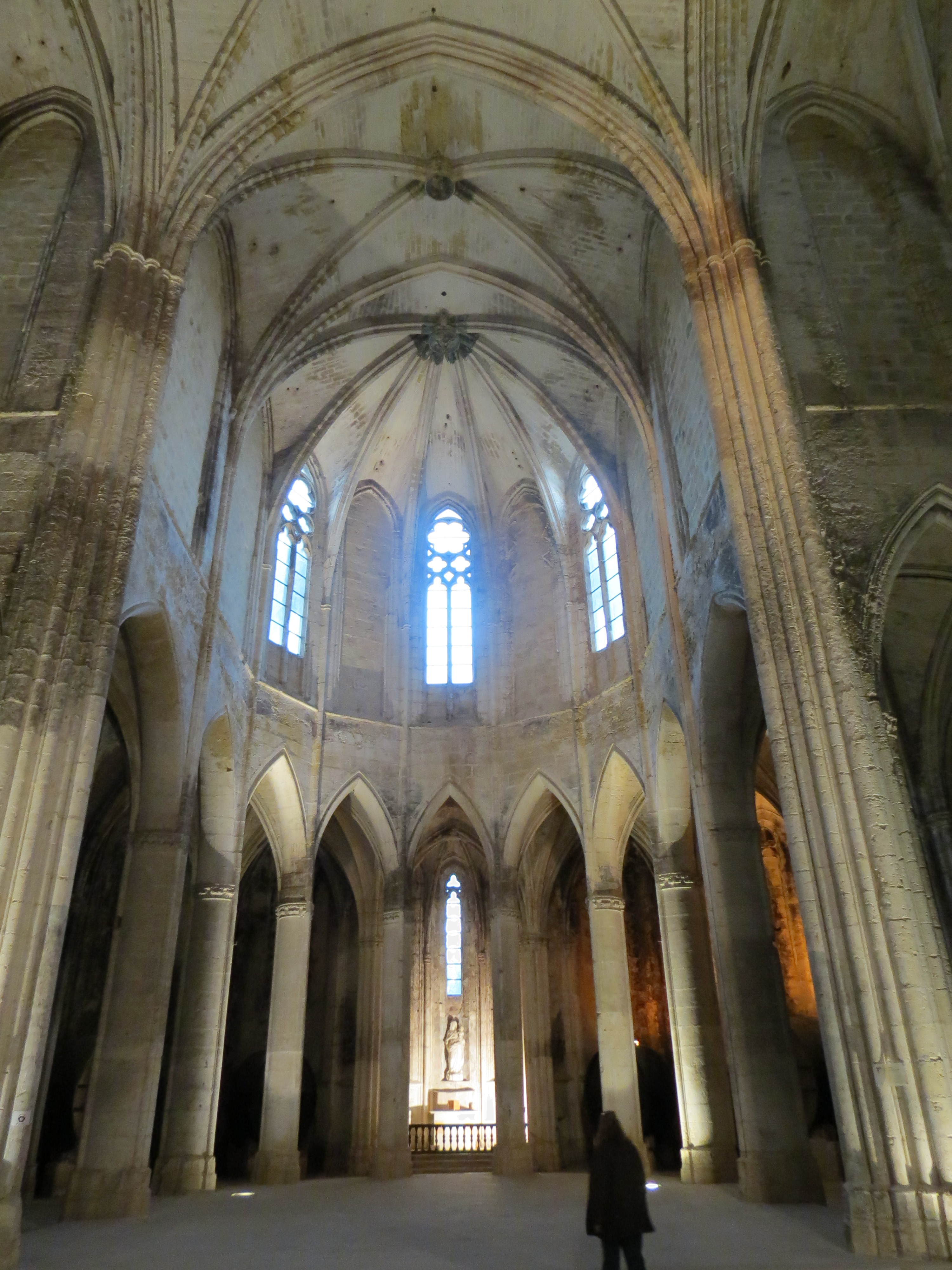
Алтарная часть готического собора со статуей Девы Марии
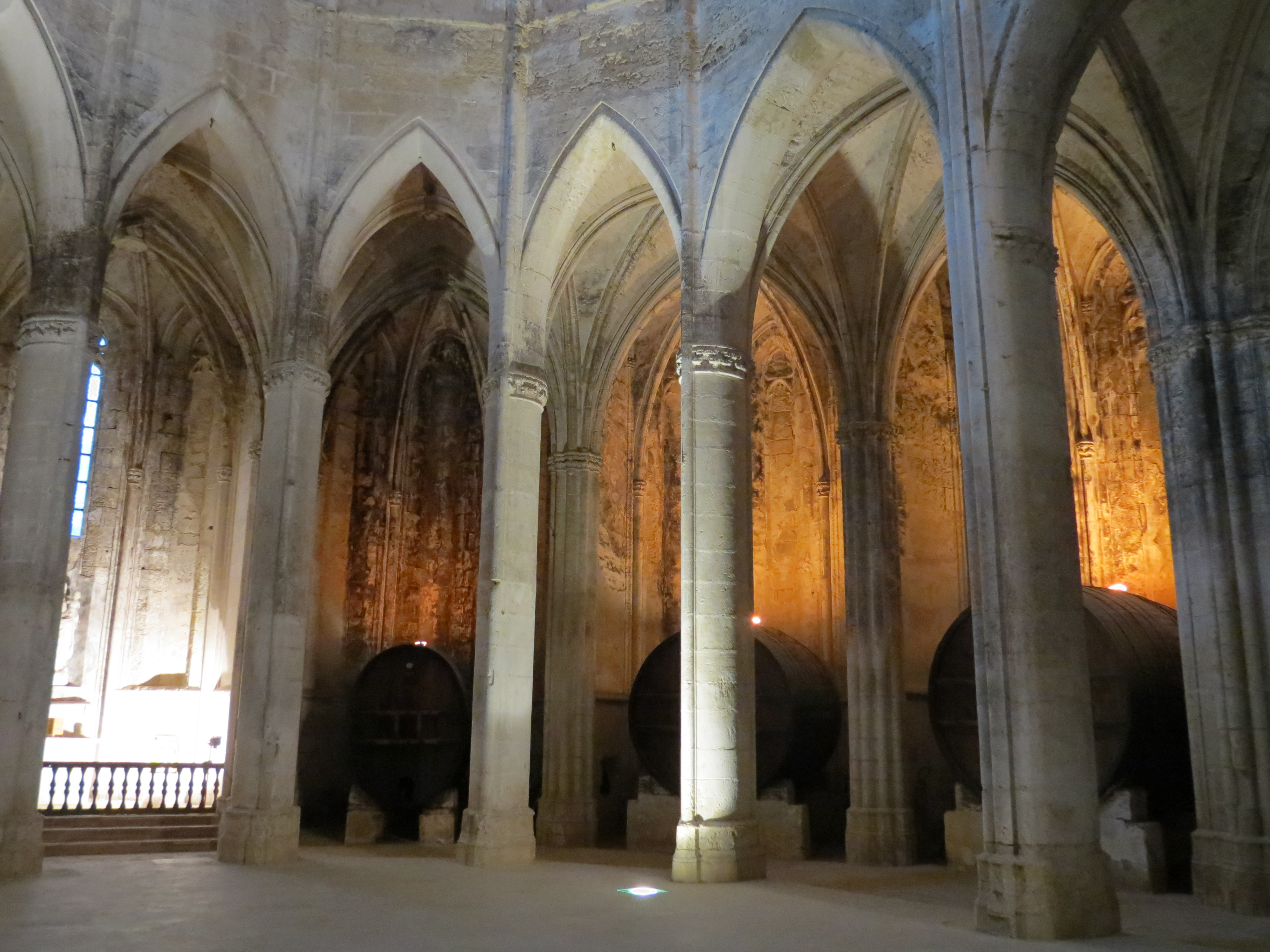
Дубовые бочки в бывших капеллах собора
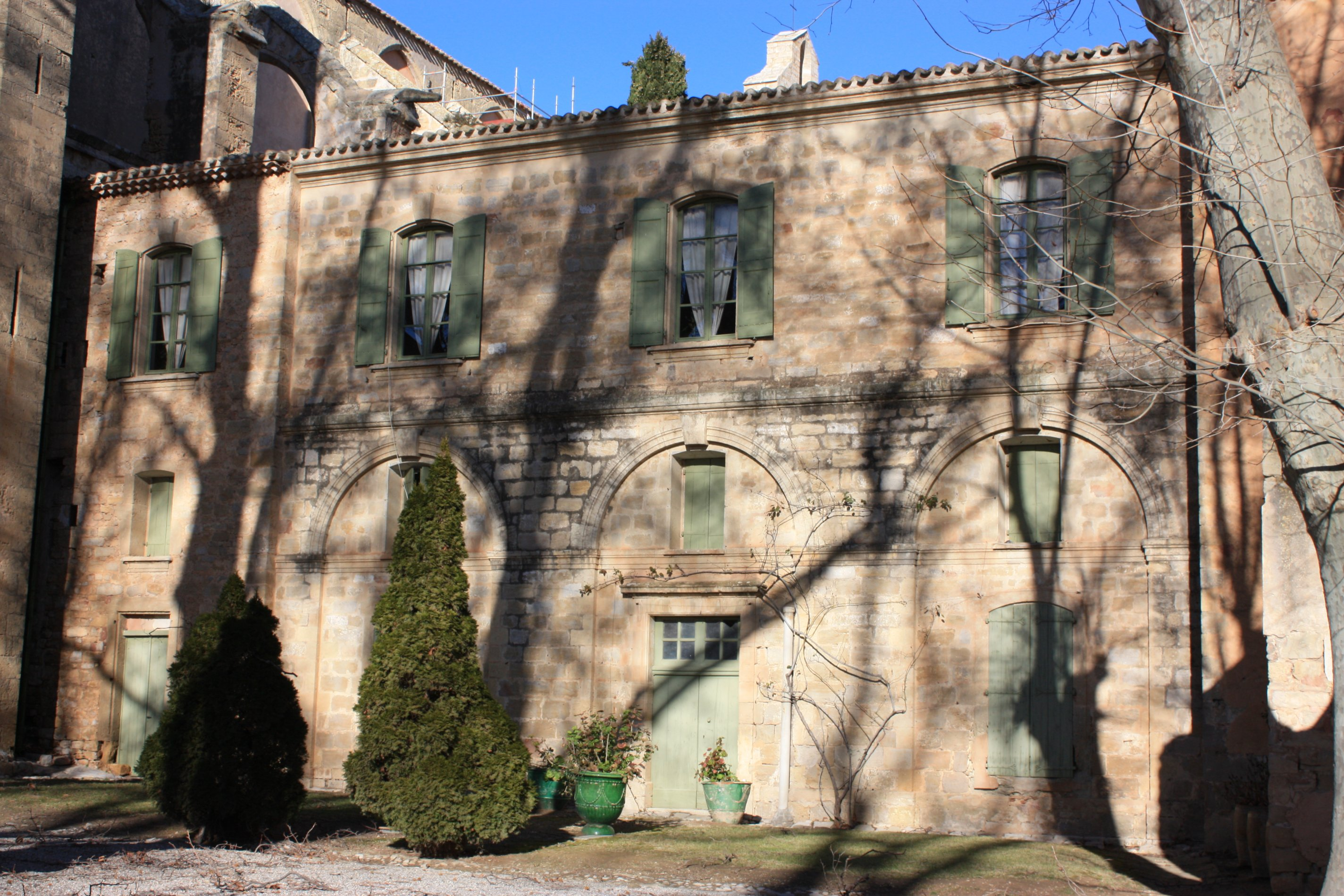
Жилое крыло
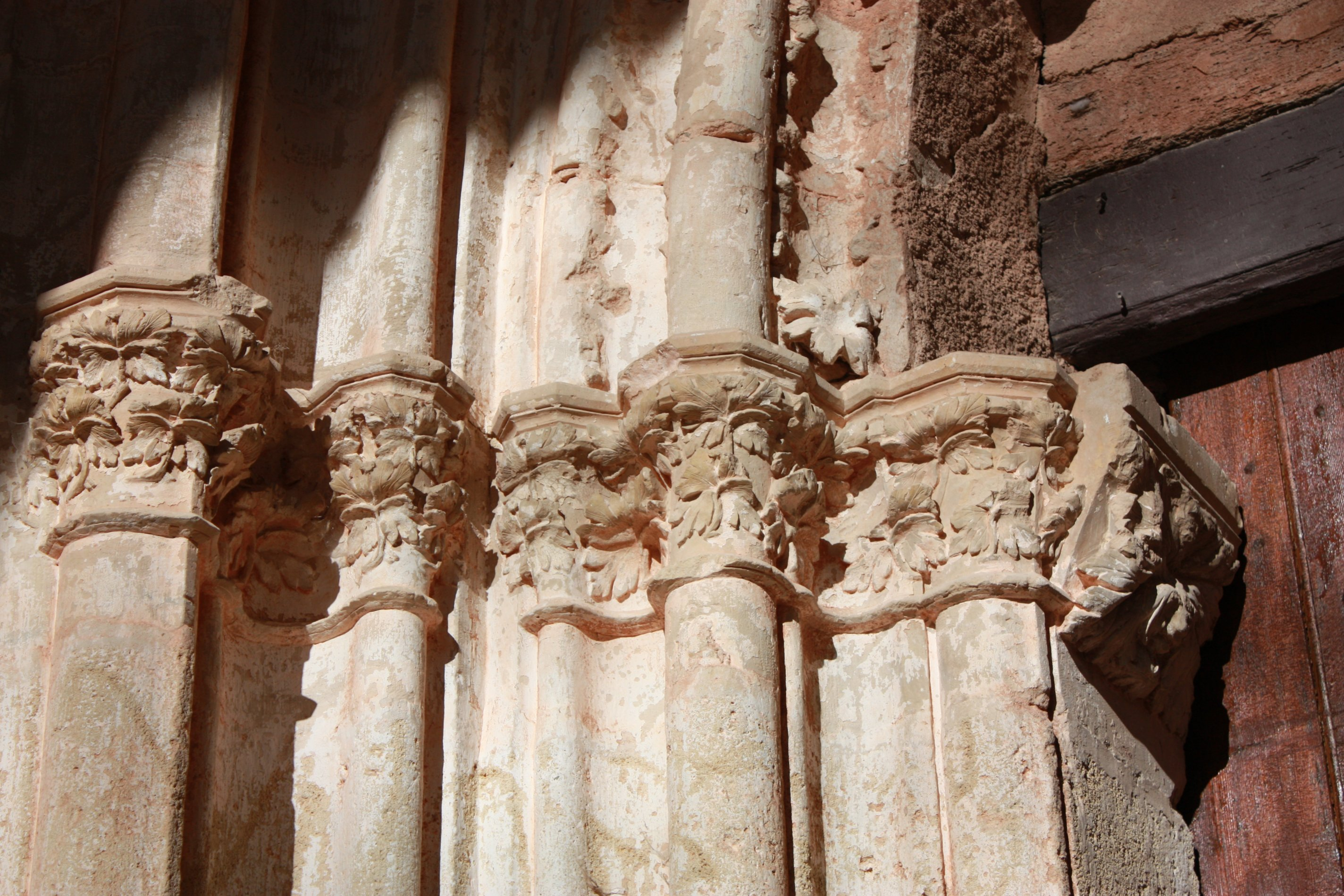
Фрагмент сохранившегося каменного декора
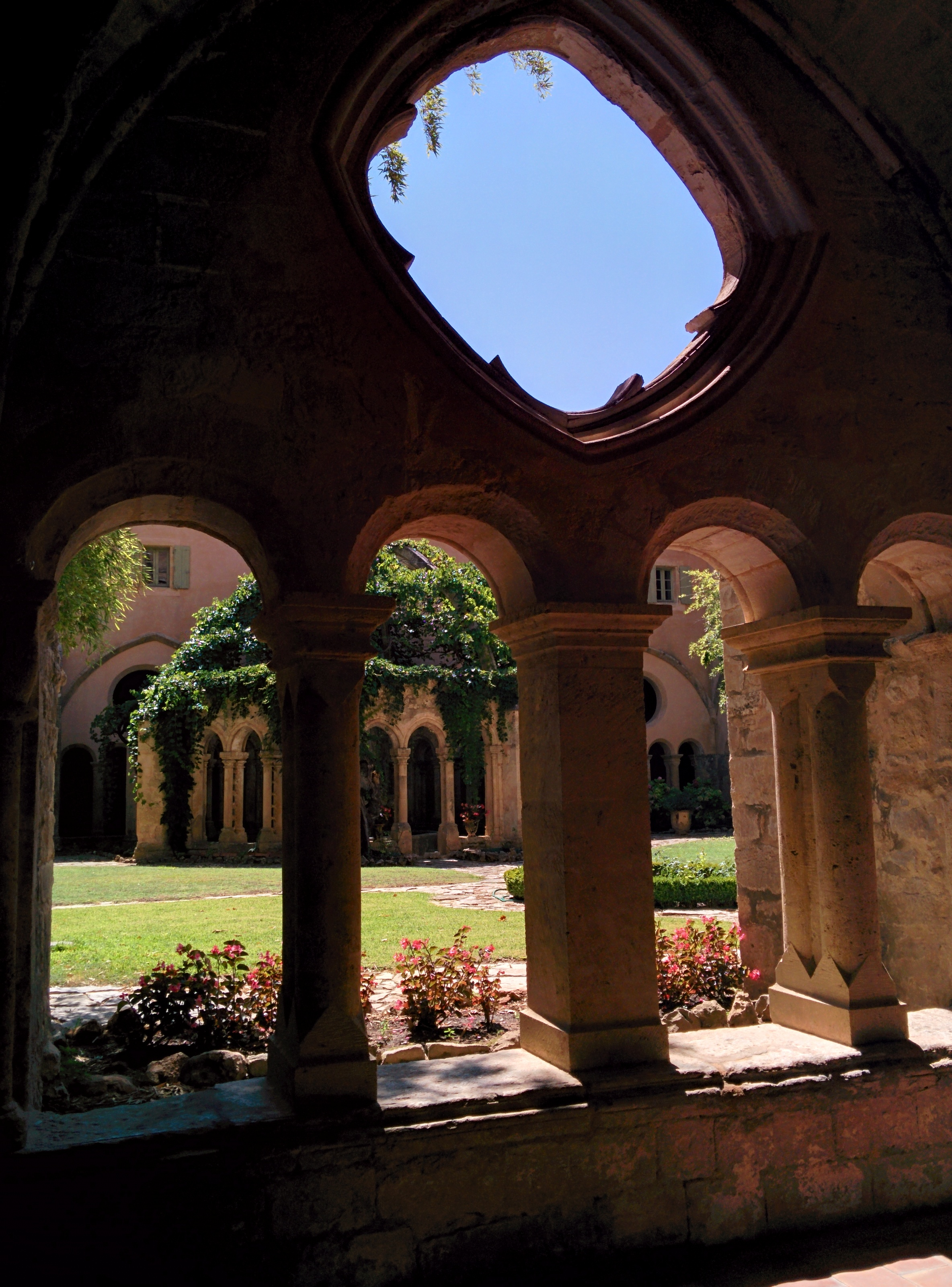
Монастырский сад
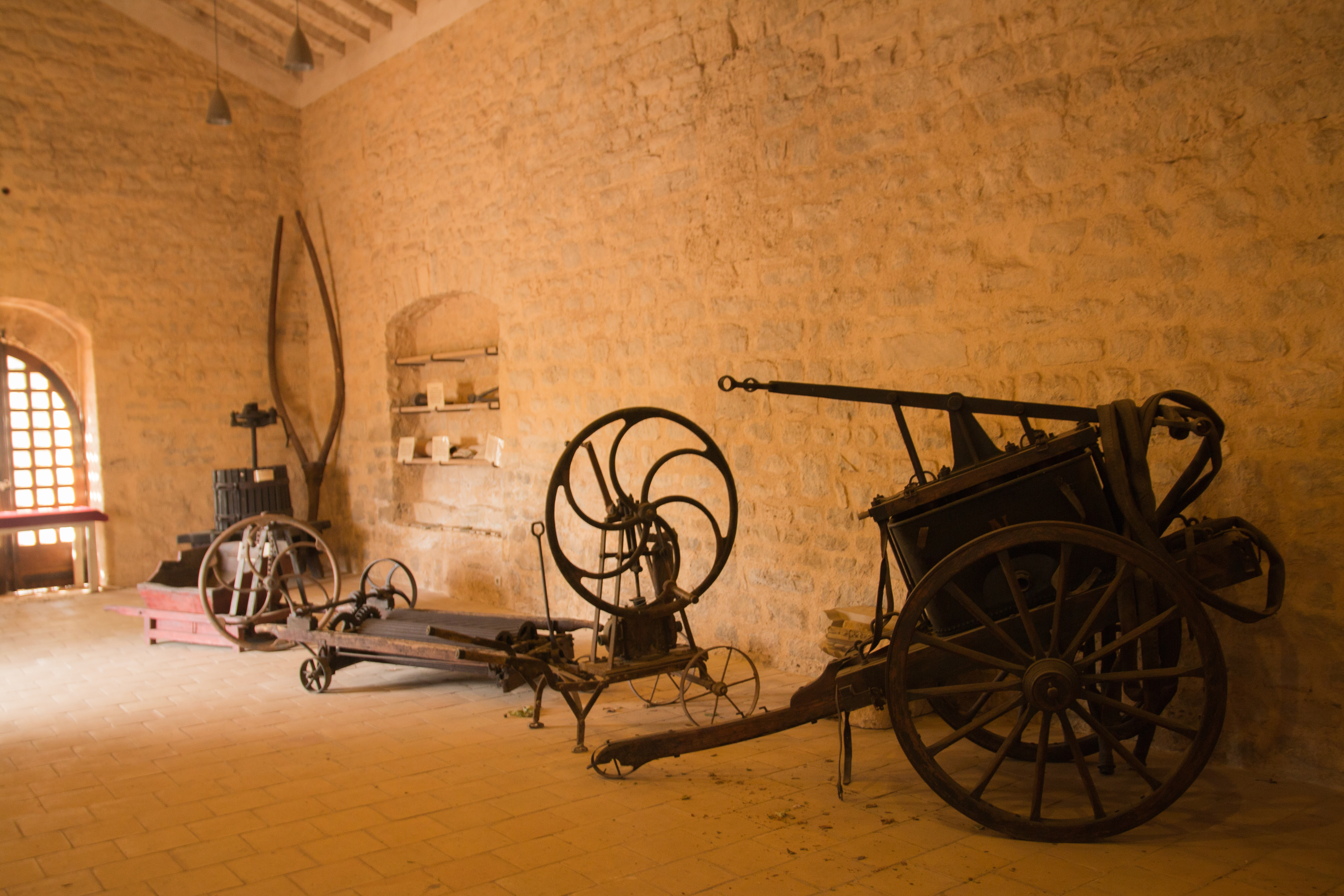
Выставка старинных крестьянских орудий в монастырской часовне Сен-Блез (Святого Власия)